# Kamilla Krogsveen
Kamilla Krogsveen (* 1978) ist eine norwegische Drehbuchautorin.

## Leben
Die 1978 geborene Kamilla Krogsveen stammt aus der norwegischen Kommune Bærum. Nachdem sie ihre schulische Ausbildung abgeschlossen hatte, studierte sie 1999 und 2001 in Australien an der Bond University das Fach „Kommunikation“ und schloss das Studium mit dem Bachelorabschluss ab. Danach kehrte sie in ihr Heimatland zurück und studierte an der Universität Oslo Theaterwissenschaften. Zudem besuchte sie zwischen 2002 und 2004 in Oslo die Journalistenschule Journalisthøgskolen. In der Folge war sie auch als Radiojournalistin für den Sender NRK P2 tätig.
Ab 2004 fasste Kamilla Krogsveen zudem als Casting-Assistentin und -Managerin Fuß im Filmbusiness. In der Funktion der Casting-Managerin wirkte sie unter anderem an den Filmen Izzat – A Killer Thriller und Die Kunst des negativen Denkens mit. Ihr Debüt als Drehbuchautorin gab sie bei dem 2011 veröffentlichten Film Anne liebt Philipp von Anne Sewitsky. Ihr Drehbuch basierte auf dem norwegischen Kinderbuch Tilla liebt Philipp von Vigdis Hjorth. Im Anschluss schrieb sie das Drehbuch für Die Legende vom Weihnachtsstern, einem norwegischen Märchenfilm von Nils Gaup. Dem Film wurde von der Deutschen Film- und Medienbewertung das Prädikat „wertvoll“ verliehen.

## Filmographie
- 2011: Anne liebt Philipp
- 2012: Die Legende vom Weihnachtsstern
- 2013: Küss mich, verdammt nochmal! (zusammen mit Stian Kristiansen)
- 2016: Takk for turen (Co-Autorin, zusammen mit Henrik Martin Dahlsbakken)
- 2016: Late Summer (Co-Autorin, zusammen mit Henrik Martin Dahlsbakken)
- 2018: En dag i juli
- 2021: Drei Haselnüsse für Aschenbrödel (zusammen mit Anna Bache-Wiig, Karsten Fullu und Siv Rajendram)
- 2022: Sowas von super!